# Charopella zela
Charopella zela är en snäckart som beskrevs av Tom Iredale 1944. Charopella zela ingår i släktet Charopella och familjen Charopidae. Inga underarter finns listade i Catalogue of Life.